# Verfeil, Haute-Garonne
Verfeil là một xã thuộc tỉnh Haute-Garonne tây nam nước Pháp. Xã này nằm ở khu vực có độ cao trung bình 225 mét trên mực nước biển.
Đây đã là một trung tâm quan trọng của Catharism từ năm 1140 đến giữa thế kỷ 13. Bernard of Clairvaux.